# Josep Fadó Bruguet
Josep Fadó Bruguet (Mataró, 1964) és un tenor líric català.
Va cantar als Pueri Cantores de Mataró i va pertànyer al grup de teatre amateur Sala Cabanyes de Mataró. Al mateix temps que treballava en una entitat financera, estudià cant al Conservatori del Liceu de Barcelona i al Conservatori Municipal de Música de Barcelona.
El 1999 es presentà a una audició per als Amics de l'Òpera de Sabadell per trobar joves promeses de la lírica. Fou seleccionat per interpretar el protagonista Manrico d'Il trovatore de Verdi al cicle Òpera a Catalunya amb l'Orquestra Simfònica del Vallès. El 13 de març de 2001 debutà al Gran Teatre del Liceu en un paper menor de Samson et Dalila al costat de Josep Carreras. Posteriorment hi continuà cantant papers secundaris amb títols com La bohème de Puccini, Henri VIII de Saint-Saëns junt amb Montserrat Caballé, i com a solista amb papers protagonistes a Espanya, Europa i Sud-amèrica amb títols i personatges dramàtics i veristes per tenor spinto entre els quals destaquen: Don Alvaro a La forza del destino de Verdi amb els Amics de l'Òpera de Sabadell Canio a Pagliacci de Leoncavallo amb els Amics de l'Òpera de Sabadell, Riccardo a Un ballo in maschera de Verdi amb els Amics de l'Òpera de Sabadell, Manrico a Il trovatore de Verdi per a l'Òpera d'Oviedo al Teatro Campoamor, per Asociación Romanza de Perú al Teatro Municipal de Lima i per l'Òpera de Copenhaguen al Teatre Reial de Copenhaguen a Dinamarca.
És un cantant assidu a les Sessions al foyer del Liceu on debutà en el paper de Marcello a La bohème de Leoncavallo.